# Jean Chouan (filme)
Jean Chouan é um filme histórico mudo francês de 1926 dirigido por Luitz-Morat e protagonizado por René Navarre, Marthe Chaumont e Maurice Lagrenée. Retrata a época da Revolução Francesa, quando Jean Chouan participou de um levante contrarrevolucionário.

## Sinopse
O amor da filha de um revolucionário e do filho de um monarquista na Revolução Francesa.

## Elenco
- René Navarre: Maxime Ardouin, o delegado dos exércitos da República
- Marthe Chaumont: Marie-Claire, a filha de Maxime amada por Jacques
- Maurice Lagrenée: Jacques Cottereau
- Maurice Schutz: Jean Cottereau/Jean Chouan, uma velha vendeana monarquista;
- Claude Mérelle: Maryse Fleurus
- Elmire Vautier: A Marquesa de Thorigné
- Anna Lefeuvrier: Marie-Victoire Lefranc
- Jean-Paul de Baere: Nicolas Lefranc
- Albert Decoeur: Guillaume Lefranc
- Jean Debucourt: Maximilien de Robespierre
- René Vignières: Louis-Antoine de Saint-Just
- Daniel Mendaille: François Marceau
- Thomy Bourdelle: Kléber
- Paul Amiot: Marquês de Thorigné;
- Yvette Armel
- William Burke: Jean-Marie Collot d'Herbois;
- Jacques Cléry: La Rochejaquelein;
- Engeldorff
- Marthe Jessy
- Maurice Mariaud
- Ray Roy
- Cesar-Tullio Terrore: Pierre Florent

## Ligações Externas
- Jean Chouan. no IMDb.